# Frammenti di Novecento
Frammenti di Novecento è un documentario italiano del 2004 diretto da Francesco Maselli.

## Trama
Maselli con l'aiuto dei suoi ospiti che come lui furono i grandi protagonisti del Novecento, racconta tutto quello che accadde in Italia, dagli anni Trenta agli anni Sessanta.